# سنگ‌غلتان
سنگ‌غلتان (نام علمی: Campostoma) نام یک سرده از تیره کپورماهیان است.